# Yeti - Omul Zăpezilor
Yeti - Omul Zăpezilor (titlu original: Abominable) este un film de animație și comedie din 2019 produs de DreamWorks Animation și Pearl Studio și distribuit de Universal Pictures. Este regizat și scris de Jill Culton. Vocile sunt asigurate de Chloe Bennet, Albert Tsai, Tenzing Norgay Trainor, Eddie Izzard, Sarah Paulson, Tsai Chin, și Michelle Wong.

## Distribuție
- Chloe Bennet - Yi
- Albert Tsai - Peng
- Tenzing Norgay Trainor - Jin
- Eddie Izzard - Burnish
- Sarah Paulson - Dr. Zara
- Tsai Chin - Nai Nai
- Michelle Wong - Mama lui Yi